# Paralelní společnost
Paralelní společnost (německy Parallelgesellschaft) je pojem, který popisuje samoorganizaci etnické nebo náboženské menšiny typicky přistěhovaleckého původu, která minimalizuje svou společenskou, kulturní a prostorovou začleněnost do většinové společnosti a jejich morálních norem a zvyklostí. Tento pojem se liší od subkultury, kontrakultury a undergroundu.
Paralelní komunity, které existují ve společenských enklávách neboli ghettech bez výrazné interakce se svým okolím, se vytváří v zemích západní Evropy od 2. poloviny 20. století a jsou kontroverzním tématem politických i společenských debat.

## Historie a vznik
Termín paralelní společnost poprvé zmínil německý sociolog Wilhelm Heitmeyer v 90. letech 20. století. Téma paralelní společnosti vstoupilo do společenské a vědecké debaty o integraci imigrantů v 90. letech 20. století především v Evropě a je kontroverzním tématem.
Paralelní společnosti se vytvářejí v západní Evropě od 2. poloviny 20. století a vznikají v ghettech s převážně muslimským obyvatelstvem, kde se mezi místními obyvateli vyskytuje vysoká míra kriminality, nezaměstnanosti, vandalismu a násilí, podprůměrná vzdělanost a nízké příjmy. Vznik sociální „podtřídy“ znevýhodněných a diskriminovaných, nespokojených a zklamaných etnických menšin žijících v nejchudších oblastech vede k nepokojům a následně také vytváření teroristických sítí. S vytvářením paralelní společnosti však souvisí také to, že členové vzdělané střední třídy přistěhovaleckého původu mají často znemožněnou sociální mobilitu směrem vzhůru většinovou společností. Vytváří se následně stínová ekonomika v přistěhovaleckých čtvrtích a ghettech, které jsou mimo vládní kontrolu, a tím pádem se vytváří paralelní společnost.
Ve Spojených státech amerických oproti Evropě nevznikají značné paralelní společnosti muslimů díky jejich lepší integraci do americké multikulturní společnosti (viz melting pot).

## Výskyt
Paralelní společnosti, u kterých nedochází k asimilaci, integraci nebo výrazné interakci s většinovou společnosti, jsou popsány a analyzovány mainstreamovými žurnalistickými zdroji v řadě zemí, jako jsou Švédsko, Dánsko, Nizozemsko, Belgie, Francie, Německo či Rakousko.
Při neúspěšné integraci menšin do většinové společnosti existuje alternativa pro soužití různých skupin ve formě multikulturalismu. Proveditelnost a úspěšnost asimilace cizinců do společnosti a to, do jaké míry je eventuální multikulturalismus v Evropě žádoucí, jsou témata trvajících politických i společenských debat.